# Kraterisen
Das Kraterisen (norwegisch für Kratereis) ist ein 2,5 km langes und 1,5 km breites Gletschergebiet in der Caldera im Westteil der subantarktischen Bouvetinsel. Es liegt zwischen dem Olavtoppen im Osten, dem Randtoppen im Süden und dem Wilhelm-II.-Plateau sowie dem Skoddenuten im Westen. Es ist das Entstehungsgebiet des Posadowsky-Gletschers, der in nördlicher Richtung zur Morgenstierne-Küste abfließt.
Wissenschaftler des Norwegischen Polarinstituts benannten es.